# San Venanzo
San Venanzo es una localidad italiana de la provincia de Terni, región de Umbría, con 2.374 habitantes.

## Evolución demográfica
| Gráfica de evolución demográfica de San Venanzo entre 1861 y 2001 |
|                                                                   |
| Fuente ISTAT - Elaboración gráfica por parte de Wikipedia         |